# تورتل روك ستوديوز
تورتل روك ستوديوز (بالإنجليزية: Turtle Rock Studios)‏ ، هي شركة ألعاب فيديو أمريكية أسست عام 2002 ، وأنتجت عدة ألعاب، ومنها لعبة ليفت فور ديد.

## وصلات خارجية
- Turtle Rock Studios
- Interlopers.net interviews Turtle Rock نسخة محفوظة 24 يوليو 2018 على موقع واي باك مشين.